# 代溫

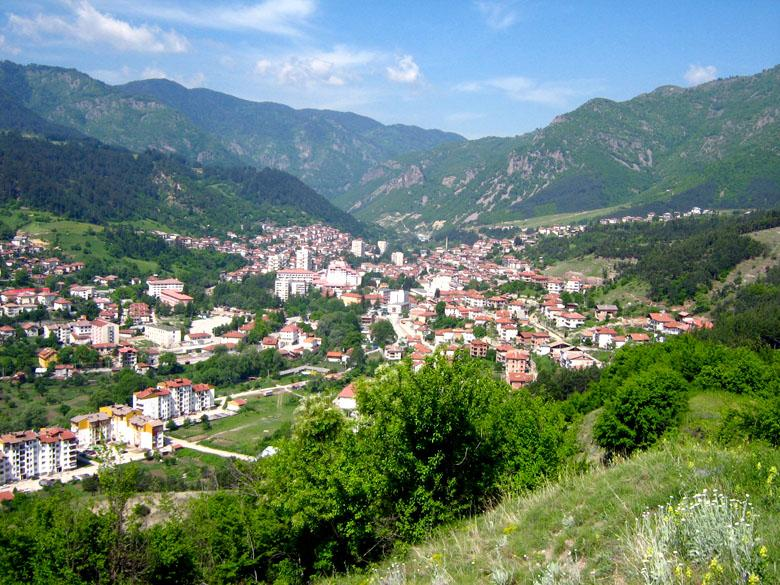
代温镇全景图

代溫是保加利亞南部斯莫梁州代溫市鎮的温泉镇及行政中心，距離州府斯莫梁45公里，海拔高度715米，是熱門的旅遊地點，2009年人口7,054。

## 外部連結
- Snimki ot Devin - A video slideshow of photographs from Devin.（页面存档备份，存于）